# Alberto Galuppo
Alberto Galuppo (Reggio Emilia, 1985. augusztus 19. –) olasz labdarúgóhátvéd.